# Linda Skitka
Linda J. Skitka  es una profesora de Psicología de la Universidad de Illinois en Chicago. Trabaja fundamentalmente en la psicología teórica en áreas como la investigación social, la política y la moral de la psicología. Ha sido autora o coautora de numerosos trabajos en estos campos para la revista Journal of Personality and Social Psychology, así como para las revistas: Personality and Social Psychology Bulletin, Journal of Experimental Social Psychology, Social Justice Research y Political Psychology. Conocida por sus trabajos sobre la justicia y la equidad, la convicción moral, y razonamiento político.
Skitka es la actual presidenta de la Asociación de Psicólogos del Medio Oeste de Estados Unidos y presidenta de la Sociedad de Personalidad y Psicología Social. Anteriormente, presidió la Sociedad Internacional de Investigación y de Justicia entre 2006 y 2008. También ha sido miembro del comité ejecutivo de la sociedad Experimental Social Psychology, y fue presidenta fundadora de un consorcio de sociedades profesionales que colaboraron para lanzar la revista académica Social Psychological and Personality Science. Skitka también forma parte de numerosos consejos editoriales para revistas académicas y ha recibido fondos de investigación de la National Aeronautics and Space Administration (NASA), la Fundación Nacional para la Ciencia (NSF) y la Templeton Foundation, y ha ganado varios premios por la excelencia en la enseñanza, la tutoría, el servicio y la investigación. Skitka recibió su licenciatura en Psicología por la Universidad de Míchigan y el doctorado en Psicología por la Universidad de California en Berkeley.

## Leer más
- Mosier, K. L.; Skitka, L. J.; Heers, S; Burdick, M (1998). «Automation bias: Decision making and performance in high-tech cockpits». The International Journal of Aviation Psychology 8 (1): 47-63. PMID 11540946. doi:10.1207/s15327108ijap0801_3.

- Datos: Q6551969
- Multimedia: Linda Skitka / Q6551969